# Liste der Grade-I-Bauwerke in Dorset
| Lage von Dorset in England |
| Gliederung von Dorset |
| 1. Weymouth and Portland 2. West Dorset 3. North Dorset 4. Purbeck 5. East Dorset 6. Christchurch 7. Bournemouth (Unitary Authority) 8. Poole (Unitary Authority) |

Die Liste der Grade-I-Bauwerke in Dorset nennt diejenigen der rund 6000 als Grade I eingestuften Bauwerke in England, die in der Grafschaft Dorset liegen. In Dorset befinden sich etwa 257 als Grade I eingestufte Bauwerke.

## Bournemouth, Christchurch and Poole(Unitary Authority)
1. Church of St Clement Photos, Bournemouth, BH1
2. Church of St Peter Photos, Bournemouth, BH1
3. Church of St Stephen Photos, Bournemouth, BH2
4. Highcliffe Castle, Christchurch, BH23
5. Christchurch Priory and Parish Church, Christchurch, BH23
6. Redford Bridge, Christchurch, BH23
7. The Castle, Christchurch, BH23
8. The Constable’s House, Christchurch, BH23
9. Waterloo Bridge, Christchurch, BH23
10. Canford School, Poole, BH21
11. John of Gaunt's Kitchen, Canford School, Poole, BH21
12. Merley House, Poole, BH21
13. Nineveh Court, Attached Carriage Arch and Screen Wall, Canford School, Poole, BH21
14. Old Town House (Scaplens Court Museum) Photos, Poole, BH15
15. Parish Church of Canford Magna Photos, Poole, BH21
16. Sir Peter Thompson House Photos, Poole, BH15
17. The Waterfront Museum, Local History Centre Photos, Poole, BH15

## Dorset(Unitary Authority)

### East Dorset(ehemaliger District)
1. Church of St Andrew, Sixpenny Handley and Pentridge, East Dorset, DT11
2. Church of St Giles, Wimborne St. Giles, East Dorset, BH21
3. Church of St Michael, Gussage St. Michael, East Dorset, BH21
4. Church of All Saints, Chalbury, East Dorset, BH21
5. Church of All Saints, Gussage All Saints, East Dorset, BH21
6. Church of St Mary, Sturminster Marshall, East Dorset, DT11
7. Church of St Mary and St Bartholomew, Cranborne, East Dorset, BH21
8. Church of St Wolfrida, Horton, East Dorset, BH21
9. Cranborne Manor House, Cranborne, East Dorset, BH21
10. Crichel House, Crichel, East Dorset, BH21
11. Dean’s Court, Wimborne Minster, East Dorset, BH21
12. Julian’s Bridge, Pamphill, East Dorset, BH21
13. Julian’s Bridge, Pamphill, East Dorset, BH21
14. Kingston Lacy House, Pamphill, East Dorset, BH21
15. Parish Church of Saint Bartholomew, Shapwick, East Dorset, DT11
16. The Minster Church of St Cuthburga, Wimborne Minster, East Dorset, BH21
17. St Giles House, Wimborne St. Giles, East Dorset, BH21
18. White Mill Bridge, Shapwick, East Dorset, BH21

### North Dorset(ehemaliger District)
1. 18 and 20, Market Place, Blandford Forum, North Dorset, DT11
2. 26, MARKET PLACE (See details for further address information), Blandford Forum, North Dorset, DT11
3. Abbey Church of St Mary, St Sansom and St Branwalader, Milton Abbas, North Dorset, DT11
4. Anderson Manor, Anderson, North Dorset, DT11
5. Bryanston School, Bryanston, North Dorset, DT11
6. Chapel of Saint Catherine, Milton Abbas, North Dorset, DT11
7. Chettle House, Chettle, North Dorset, DT11
8. Church of Saint Andrew, Anderson, North Dorset, DT11
9. Church of St Gregory, Marnhull, North Dorset, DT10
10. Church of St John, Spetisbury, North Dorset, DT11
11. Church of St Mary, Charlton Marshall, North Dorset, DT11
12. Church of St Mary, Gillingham, North Dorset, SP8
13. Church of St Mary, Sturminster Newton, North Dorset, DT10
14. Church of St Mary, Tarrant Crawford, North Dorset, DT11
15. Church of St Mary, Tarrant Hinton, North Dorset, DT11
16. Church of St Mary, Winterborne Stickland, North Dorset, DT11
17. Church of St Mary, Winterborne Whitechurch, North Dorset, DT11
18. Church of St Mary, Iwerne Courtney or Shroton, North Dorset, DT11
19. Church of St Mary, Iwerne Minster, North Dorset, DT11
20. Church of St Mary and St James, Hazelbury Bryan, North Dorset, DT10
21. Church of St Michael, Stour Provost, North Dorset, SP8
22. Church of St Nicholas, Manston, North Dorset, DT10
23. Church of St Nicholas, Silton, North Dorset, SP8
24. Church of St Paul, Hammoon, North Dorset, DT10
25. Church of St Peter and St Paul, Blandford Forum, North Dorset, DT11
26. Church of St Peter and St Paul, Mappowder, North Dorset, DT10
27. Church of the Holy Rood, Shillingstone, North Dorset, DT11
28. Coupar House, Blandford Forum, North Dorset, DT11
29. Crawford Bridge, Spetisbury, North Dorset, DT11
30. Eastbury House Including Attached West Courtyard and Gateway, Tarrant Gunville, North Dorset, DT11
31. Fiddleford Mill House, Sturminster Newton, North Dorset, DT10
32. Greyhound House, Blandford Forum, North Dorset, DT11
33. Manor Farm Barn, Winterborne Clenston, North Dorset, DT11
34. Manor House, Winterborne Clenston, North Dorset, DT11
35. Milton Abbey School, Milton Abbas, North Dorset, DT11
36. Parish Church of All Saints, Hilton, North Dorset, DT11
37. Parish Church of St Peter, Stourton Caundle, North Dorset, DT10
38. Park Wall, Shaftesbury, North Dorset, SP7
39. Pump House, Blandford Forum, North Dorset, DT11
40. Ranston, Iwerne Courtney or Shroton, North Dorset, DT11
41. Stepleton House, Iwerne Stepleton, North Dorset, DT11
42. The Abbot’s Hall and Kitchen, Milton Abbey, Milton Abbas, North Dorset, DT11
43. The Old House, Blandford Forum, North Dorset, DT11
44. The Portman Chapel, Bryanston, North Dorset, DT11
45. The Remains of Shaftesbury Abbey, Shaftesbury, North Dorset, SP7
46. Tower of the Former Church of St Mary, Compton Abbas, North Dorset, SP7
47. Town Bridge, Sturminster Newton, North Dorset, DT10
48. Town Hall and Corn Exchange, Blandford Forum, North Dorset, DT11
49. West Lodge. (That Part in the Parish of Iwerne Minster), Iwerne Minster, North Dorset, DT11

### Purbeck(ehemaliger District)
1. Barnston Manor Including Attached Farm Building on South-East, Church Knowle, Purbeck, BH20
2. Bloxworth House, Including the Attached Wall and Gate Piers on East, Bloxworth, Purbeck, BH20
3. Charborough Park, Morden, Purbeck, BH20
4. Church of St Martin, Wareham Town, Purbeck, BH20
5. Corfe Castle, Corfe Castle, Purbeck, BH20
6. Creech Grange, Steeple with Tyneham, Purbeck, BH20
7. Godlingston Manor, Swanage, Purbeck, BH19
8. Holy Trinity Gallery, Wareham Town, Purbeck, BH20
9. Lulworth Castle, East Lulworth, Purbeck, BH20
10. Moreton House, Moreton, Purbeck, DT2
11. No 9 (The Manor House) Including Garden Wall, Wareham Town, Purbeck, BH20
12. Parish Church of Lady St Mary, Wareham Town, Purbeck, BH20
13. Parish Church of Saint James, Corfe Castle, Purbeck, BH20
14. Parish Church of Saint Nicholas, Studland, Purbeck, BH19
15. Parish Church of Saint Nicholas, Worth Matravers, Purbeck, BH19
16. Parish Church of St Andrew, Bloxworth, Purbeck, BH20
17. Parish Church of St John the Baptist, Bere Regis, Purbeck, BH20
18. Parish Church of St Laurence, Affpuddle and Turnerspuddle, Purbeck, DT2
19. Parish Church of St Mary the Virgin, Lytchett Matravers, Purbeck, BH16
20. Parish Church of St Michael, Steeple with Tyneham, Purbeck, BH20
21. Parish Church of St Nicholas, Arne, Purbeck, BH20
22. Remains of Bindon Abbey, Wool, Purbeck, BH20
23. Roman Catholic Chapel of St Mary, East Lulworth, Purbeck, BH20
24. St Aldhelm’s Chapel, Worth Matravers, Purbeck, BH19

### West Dorset(ehemaliger District)
1. 7, Abbey Street, Cerne Abbas, West Dorset, DT2
2. 9, Abbey Street, Cerne Abbas, West Dorset, DT2
3. Abbey Church of St Mary, Sherborne, West Dorset, DT9
4. Abbey Cottage the Pitchmarket, Cerne Abbas, West Dorset, DT2
5. Abbey Grange, Sherborne, West Dorset, DT9
6. Athelhampton Hall, Athelhampton, West Dorset, DT2
7. Bingham’s Melcombe House, Melcombe Horsey, West Dorset, DT2
8. Bridge 15 Yards North East of Buddle Bridge, Lyme Regis, West Dorset, DT7
9. Buddle Bridge, Lyme Regis, West Dorset, DT7
10. Came House, Winterborne Came, West Dorset, DT2
11. Cerne Abbey, Cerne Abbas, West Dorset, DT2
12. Chantmarle (Police Training College), Cattistock, West Dorset, DT2
13. Chapel at Sherborne School, Sherborne, West Dorset, DT9
14. Chapel of St Catherine, Abbotsbury, West Dorset, DT3
15. Chapel of the Holy Trinity, Leweston, West Dorset, DT9
16. Chideock Parish Church (St Giles), Chideock, West Dorset, DT6
17. Church Farmhouse, Trent, West Dorset, DT9
18. Church of All Saints, Nether Cerne, West Dorset, DT2
19. Church of All Saints, Piddletrenthide, West Dorset, DT2
20. Church of All Saints Attached to Mapperton House, Mapperton, West Dorset, DT8
21. Church of Holy Trinity, Godmanstone, West Dorset, DT2
22. Church of Saint Andrew, West Stafford, West Dorset, DT2
23. Church of Saint John, Tolpuddle, West Dorset, DT2
24. Church of Saint Mary, Puddletown, West Dorset, DT2
25. Church of Saint Michael, Stinsford, West Dorset, DT2
26. Church of St Andrew, Melcombe Horsey, West Dorset, DT2
27. Church of St George, Dorchester, West Dorset, DT1
28. Church of St Lawrence, Holwell, West Dorset, DT9
29. Church of St Martin, Including Churchyard Boundary Wall, Lillington, West Dorset, DT9
30. Church of St Mary, Beaminster, West Dorset, DT8
31. Church of St Mary, Corscombe, West Dorset, DT2
32. Church of St Mary, Frampton, West Dorset, DT2
33. Church of St Mary, Maiden Newton, West Dorset, DT2
34. Church of St Mary, Netherbury, West Dorset, DT6
35. Church of St Mary, Piddlehinton, West Dorset, DT2
36. Church of St Mary, Pilsdon, West Dorset, DT6
37. Church of St Mary, South Perrott, West Dorset, DT8
38. Church of St Mary, Stratton, West Dorset, DT2
39. Church of St Mary, Winterbourne Abbas, West Dorset, DT2
40. Church of St Michael, Winterbourne Steepleton, West Dorset, DT2
41. Church of St Michael and All Angels, Rampisham, West Dorset, DT2
42. Church of St Peter and St Paul, Bishop’s Caundle, West Dorset, DT9
43. Church of St Peter. Railings on East and South Sides of Churchyard, Dorchester, West Dorset, DT1
44. Church of the Assumption of the Blessed Virgin Mary, Holnest, West Dorset, DT9
45. Church of the Holy Rood, Buckland Newton, West Dorset, DT2
46. Churchyard Cross, Cerne Abbas, West Dorset, DT2
47. Churchyard Cross 7 Metres North-West of Tower of Church of St Mary, Bradford Abbas, West Dorset, DT9
48. Clifton House, Clifton Maybank, West Dorset, BA22
49. Congregational Church forecourt Wall at Congregational Church, Lyme Regis, West Dorset, DT7
50. Dairy Cottage, Up Cerne, West Dorset, DT2
51. Dewlish House, Dewlish, West Dorset, DT2
52. Dorset College of Agriculture kingston Maurward House, Stinsford, West Dorset, DT2
53. Forde Abbey, Thorncombe, West Dorset, TA20
54. Guest House of Cerne Abbey, Cerne Abbas, West Dorset, DT2
55. Higher Melcombe House with Attached Chapel, Melcombe Horsey, West Dorset, DT2
56. Holditch Court, Tower 50 Metres South of Holditch Court Farmhouse, Thorncombe, West Dorset, TA20
57. Hospital of Saints John the Baptist and John the Evangelist, Sherborne, West Dorset, DT9
58. Kingston Russell House, Kingston Russell, West Dorset, DT2
59. Library at Sherborne School, Sherborne, West Dorset, DT9
60. Lord Digbys School for Girls sherborne House, Sherborne, West Dorset, DT9
61. Manor House, West Stafford, West Dorset, DT2
62. Mappercombe Manor House, Powerstock, West Dorset, DT6
63. Mapperton Manor House, Mapperton, West Dorset, DT8
64. Martyrs’ Cottage, Tolpuddle, West Dorset, DT2
65. Max Gate, Dorchester, West Dorset, DT1
66. Melbury House, Melbury Sampford, West Dorset, DT2
67. Moignes Court, Owermoigne, West Dorset, DT2
68. North Stables, Mapperton, West Dorset, DT8
69. North Wall of Abbey Church of St Peter, Abbotsbury, West Dorset, DT3
70. Old Holy Trinity Church, Bothenhampton, West Dorset, DT6
71. Parish Church (Dedication Unknown), Chilcombe, West Dorset, DT6
72. Parish Church (Dedication Unknown), Whitcombe, West Dorset, DT2
73. Parish Church of All Saints, Poyntington, West Dorset, DT9
74. Parish Church of Holy Trinity, Bincombe, West Dorset, DT3
75. Parish Church of Holy Trinity, Swyre, West Dorset, DT2
76. Parish Church of Saint Peter and Saint Paul, Cattistock, West Dorset, DT2
77. Parish Church of St Andrew, Trent, West Dorset, DT9
78. Parish Church of St Andrew, West Chelborough, West Dorset, DT2
79. Parish Church of St Andrew, Yetminster, West Dorset, DT9
80. Parish Church of St Edwold, Stockwood, West Dorset, DT2
81. Parish Church of St Giles, Hooke, West Dorset, DT8
82. Parish Church of St James, East Chelborough, West Dorset, DT2
83. Parish Church of St James, Longburton, West Dorset, DT9
84. Parish Church of St Lawrence, Folke, West Dorset, DT9
85. Parish Church of St Martin, Cheselbourne, West Dorset, DT2
86. Parish Church of St Martin, Winterborne St. Martin, West Dorset, DT2
87. Parish Church of St Mary, Bradford Abbas, West Dorset, DT9
88. Parish Church of St Mary, Bridport, West Dorset, DT6
89. Parish Church of St Mary, Burton Bradstock, West Dorset, DT6
90. Parish Church of St Mary, Cerne Abbas, West Dorset, DT2
91. Parish Church of St Mary, Charminster, West Dorset, DT2
92. Parish Church of St Mary, Frome St. Quintin, West Dorset, DT2
93. Parish Church of St Mary, Litton Cheney, West Dorset, DT2
94. Parish Church of St Mary, Melbury Bubb, West Dorset, DT2
95. Parish Church of St Mary, Melbury Sampford, West Dorset, DT2
96. Parish Church of St Mary, Powerstock, West Dorset, DT6
97. Parish Church of St Mary, Puncknowle, West Dorset, DT2
98. Parish Church of St Mary, Stoke Abbott, West Dorset, DT8
99. Parish Church of St Mary, Wraxall, West Dorset, DT2
100. Parish Church of St Mary Magdelene, Loders, West Dorset, DT6
101. Parish Church of St Mary, Batcombe, West Dorset, DT2
102. Parish Church of St Michael, Lyme Regis, West Dorset, DT7
103. Parish Church of St Michael, Over Compton, West Dorset, DT9
104. Parish Church of St Nicholas, Abbotsbury, West Dorset, DT3
105. Parish Church of St Nicholas, Nether Compton, West Dorset, DT9
106. Parish Church of St Nicholas, Sandford Orcas, West Dorset, DT9
107. Parish Church of St Nicholas, Sydling St. Nicholas, West Dorset, DT2
108. Parish Church of St Osmond, Melbury Osmond, West Dorset, DT2
109. Parish Church of St Peter, Long Bredy, West Dorset, DT2
110. Parish Church of St Peter, Portesham, West Dorset, DT3
111. Parish Church of St Peter, Purse Caundle, West Dorset, DT9
112. Parish Church of St Peter, West Knighton, West Dorset, DT2
113. Parish Church of St Peter, Winterborne Came, West Dorset, DT2
114. Parish Church of the Holy Trinity, Fleet, West Dorset, DT3
115. Parnham House, Beaminster, West Dorset, DT8
116. Part of Sherborne School on Exterior of North Transept of Abbey Church, Sherborne, West Dorset, DT9
117. Poxwell House, Poxwell, West Dorset, DT2
118. Pugin Hall, Rampisham, West Dorset, DT2
119. Roman House, Dorchester, West Dorset, DT1
120. School House Dining Hall at Sherborne Hall, Sherborne, West Dorset, DT9
121. School House Studies at Sherborne School, Sherborne, West Dorset, DT9
122. Sherborne Castle, Castleton, West Dorset, DT9
123. Sherborne Old Castle, Castleton, West Dorset, DT9
124. Sherborne Shell House in Walled Garden of Harper House, Sherborne, West Dorset, DT9
125. South Stables (Barn and Cart Shed), Mapperton, West Dorset, DT8
126. Stable Yard Immediately North of Melbury House, Melbury Sampford, West Dorset, DT2
127. Stafford House, Including Attached Garden Walls on North and East, West Stafford, West Dorset, DT2
128. Symondsbury Parish Church (St John the Baptist), Symondsbury, West Dorset, DT6
129. The Abbey Dairy House, Abbotsbury, West Dorset, DT3
130. The Abbot’s Porch, Cerne Abbas, West Dorset, DT2
131. The Cemetery Gate, Sherborne, West Dorset, DT9
132. The Chantry and Attached Walls, Trent, West Dorset, DT9
133. The Cobb Piers and Walls Including North Wall, Lyme Regis, West Dorset, DT7
134. The Conduit (The Parade), Sherborne, West Dorset, DT9
135. The Malthouse 5 Metres East of the Abbey House and Attached Walling, Abbotsbury, West Dorset, DT3
136. The Manor House, Sandford Orcas, West Dorset, DT9
137. The Manor House and Attached Walls North and South, Purse Caundle, West Dorset, DT9
138. The Old Manor House, Stinsford, West Dorset, DT2
139. The Shire Hall, Dorchester, West Dorset, DT1
140. The Tithe Barn, Cerne Abbas, West Dorset, DT2
141. Tithe Barn, Abbotsbury, West Dorset, DT3
142. Town Hall, Bridport, West Dorset, DT6
143. Waddon Manor with Courtyard Walls, Steps and Gate-Piers, Portesham, West Dorset, DT3
144. Warmwell House, Warmwell, West Dorset, DT2
145. Waterston Manor, Puddletown, West Dorset, DT2
146. West Hall, Folke, West Dorset, DT9
147. Whitchurch Canonicorum Church (St Candida and Holy Cross), Whitchurch Canonicorum, West Dorset, DT6
148. Wolfeton House, Charminster, West Dorset, DT2
149. Woodsford Castle, Woodsford, West Dorset, DT2

### Weymouth and Portland(ehemaliger District)
1. Church of St George, Reforne, Portland, Weymouth and Portland, DT5
2. Church of All Saints, Weymouth and Portland, DT4
3. Church of St Mary, Weymouth and Portland, DT4
4. Kings Statue, Weymouth and Portland, DT4
5. Portland Castle, Portland, Weymouth and Portland, DT5
6. Rufus Castle with Bridge, Portland, Weymouth and Portland, DT5